# 鲁灭极之战
鲁灭极之战，是指發生在公元前721年魯國吞併極國的一場戰爭

## 概述
公元前721年夏季，魯國司空展無駭及費庈父率領魯軍，攻克魯國的附庸–極國。